# Танці на кістках
«Танці на кістках» (рос. Танцы на костях) — документальний фільм 2015 року, результат творчої діяльності українського журналіста з Миколаєва Андрія Прокопенка.

## Сюжет
|                    | Мы варварски врываемся в закрытые для нас гробницы, мародерствуем, грабим, уничтожаем следы собственного происхождения, отдаляясь от истины, от ответов на вековые вопросы: «Кто я? Откуда пришел и куда иду?». |
| — Цитата из фильма | |

Фільм знятий на території Національного историко-археологічного заповідника Ольвія, зокрема в околицях поселення Парутине та на острові Березань. Голос за кадром розповідає про те, як цинічно мародерствують крадії на вказаних археологічних пам´ятках України.

## Зйомки

Археолог Олександр Смірнов

За 1 місяць зйомок автор фільму побував в декількох населених пунктах України які знаходяться в районі археологічних пам´яток. Прокопенко йшов майже по слідам грабіжників, які залишили після себе сотні шурфів, знищуючи, як археологічний фонд, так і природний фонд держави. Крім цього автор фільму отримав коментарі сучасного археолога Олександра Смірнова про ситуацію з охороною археологічних пам´яток в Україні.
Фільм створений за підтримки народного депутата України Артема Ільюка.

## Прем´єра

Кадр з фільму

Прем´єра фільму відбулася 26 вересня 2015 року, під час фестивалю короткометражного кіно Гражданский проектор. В той же день журі, до складу якого входили генеральний директор Київського Міжнародного кінофестивалю «Молодість» Андрій Халпахчі і український кінорежисер Михайло Іллєнко, присудило фільму 3-тє місце в конкурсі короткометражного документального кіно.

## Авторські права

Кадр з фільму

Фільм розповсюджується безкоштовно. Фільм створений з навчальною місією та з метою вплинути на місцевих жителів і грабіжників, які винищують археологічний фонд держави.